# ایشی‌اوکا، ایباراکی
ایشی‌اوکا در استان ایباراکی در کشور ژاپن واقع شده‌است  که دارای جمعیت ۸۰٬۵۰۲ نفر و مساحت ۲۱۳٫۳۸ کیلومتر مربع با تراکم جمعیت ۳۷۷  نفر در کیلومترمربع است و در تاریخ ۱ اکتبر ۲۰۰۵ به عنوان شهر شناخته شد.